# قلعه‌هایی ساخته از شن (ترانه)
قلعه‌هایی ساخته از شن  (به انگلیسی: Castles Made of Sand) ترانه‌ای از گروه سایکدلیک راک آمریکایی-انگلیسی جیمی هندریکس اکسپرینس است. این ترانه در دومین آلبوم استودیویی گروه به نام اکسیس: به گستاخی عشق قرار دارد و در سال ۱۹۶۷ منتشر شد. 
نویسنده این ترانه، گیتاریست و خواننده گروه، جیمی هندریکس است و تهیه‌کنندگی آن را چز چندلر بر عهده داشته است. این ترانه، خودزندگی‌نامه‌ای درباره دوران کودکی جیمی هندریکس است و از جمله آخرین ترانه‌هایی بود که برای آلبوم ضبط می‌شد. این ترانه موفق شد بازخوردهای خوبی از طرف منتقدین دریافت کند و تاکنون خواننده‌های دیگری هم به بازخوانی این ترانه پرداخته‌اند.